# OLYMP Alcohol Company
OLYMP Alcohol Company — український алкогольний холдинг. Заснований в квітні 2000 і об'єднує профільні активи в алкогольній галузі.

## Портфель брендів
Станом на лютий 2017 Company випускає алкогольні напої під наступними брендами: Горілка PRIME, Горілка IDEA, "Малинівка", "Істинна".

## Позиції у рейтинг виробниківгорілкисвіту
у 2011 міжнародний журнал Drinks International розмістив два бренда OLYMP Alcohol Company у топ 20 виробників горілки у світі, а саме Горілка "Істинна" та Горілка PRIME.